# Ubiretama
Ubiretama är en kommun i Brasilien.   Den ligger i delstaten Rio Grande do Sul, i den södra delen av landet, 1 500 km sydväst om huvudstaden Brasília. Antalet invånare är 2 296.
Omgivningarna runt Ubiretama är en mosaik av jordbruksmark och naturlig växtlighet. Runt Ubiretama är det glesbefolkat, med 14 invånare per kvadratkilometer.